# 渡辺淳一
渡辺 淳一（わたなべ じゅんいち、1933年〈昭和8年〉10月24日 - 2014年〈平成26年〉4月30日）は、日本の作家。北海道空知郡上砂川町朝陽台出身。1958年札幌医科大学医学部卒業。同講師。医学博士。初め医療現場を舞台とした社会派小説や伝記小説、恋愛小説を数多く手がけて人気を博した。その後、『化身』『うたかた』『失楽園』『愛の流刑地』など濃密な性描写の恋愛小説で、1980年代から90年代にかけて耳目を集めた。エッセイも多く『鈍感力』が流行語になった。

## 来歴
父の鉄次郎（1907年生）は数学教諭で、母のミドリ（1907年生）は歌志内市最大の商家渡辺家の末娘である。渡辺は母方の姓で、父が札幌工業高等学校教諭となったことをきっかけに札幌市に定住した。本籍地を札幌市中央区南7条西22丁目に置いた。
札幌第一中学校在学中の1947年に、国語教諭の中山周三の影響で文学に関心を持ち始める。在学中に学制改革により旧制中学が廃止され、新制札幌南高校へ移行する。札幌高等女学校から転入した加清純子と同級生となる。札幌南高校卒業後、北海道大学理類で学び教養課程修了後に札幌医科大学医学部へ進む。河邨文一郎が部長を務める医大文芸部に所属する。
1957年より同人誌「凍檣」に参加。他の同人に高橋揆一郎や寺久保友哉など。1959年の「くりま」第6号に発表した『境界』が北海道新聞社「道内文芸同人誌優秀作」に選ばれ、荒正人に評価される。「テレビ・ドラマ」誌脚本募集に『人工心肺』で入選し、NHK、北海道放送、札幌テレビ等に脚本を書く。
1964年札幌医科大学助手、1966年同大医学部整形外科教室講師。医業と並行して、「くりま」に執筆を続ける。1965年「死化粧」で新潮同人雑誌賞を受賞。同作は芥川賞候補にもなり、文名を知られる。1967年『霙』が第57回直木賞候補、1968年に『訪れ』が第58回芥川賞候補となる。札幌医科大学の和田寿郎教授による和田心臓移植事件を題材にした『小説・心臓移植』（1969年3月。後に『白い宴』と改題、角川文庫）を発表し、札幌医科大学講師を辞職。
1970年に37歳で総理大臣寺内正毅をモデルとしたとされる『光と影』で第63回直木賞を受賞し、本格的に作家活動を開始した。1980年『遠き落日』『長崎ロシア遊女館』で第14回吉川英治文学賞、1986年『静寂の声ー乃木希典夫妻の生涯』で文藝春秋読者賞、第51回菊池寛賞、それぞれを授賞する。直木賞、吉川英治文学賞、中央公論文芸賞、柴田錬三郎賞、島清恋愛文学賞選考委員などを歴任した。2003年に紫綬褒章、を授章。
2014年4月30日午後11時42分に前立腺癌のため東京都内の自宅で死去する。80歳没。法名は「愛楽院釋淳信」、墓所は杉並区の築地本願寺和田堀廟所。
2015年に集英社が文学賞「渡辺淳一文学賞」を創設し、第1回の表彰が2016年3月に行われた。

### 作品・作風
主題は、評伝の『花埋み』『女優』『遠き落日』など、医療の『白い宴』『無影燈』『麻酔』など、恋愛の『化身』『失楽園』『愛の流刑地』など三つに大別されるが、各ジャンルを融合したものもある。初期は医療をテーマとした社会派的な作品が多い。伝記は時期を問わず書き続け、医療、身体、恋愛論、身辺雑記など広くエッセイも多く手がける。経済記事が主体の 日本経済新聞の朝刊に連載された『化身』『失楽園』『愛の流刑地』の三作は大胆な性的なシーンも多く話題となり、映画やテレビドラマなど展開された。1997年の「新語・流行語大賞」に『失楽園』が選出されている。2013年1月に日本経済新聞の文化面で私の履歴書を著し、この連載や「告白的恋愛論」などで自身の経歴や恋愛遍歴を大胆に綴り、小説のモデルについて遠慮がちに触れている。『失楽園』の読売テレビ・日本テレビ系ドラマ版で主題歌を歌ったZARD『永遠』のシングルCDジャケットの題字は、渡辺が毛筆による直筆で記した。

#### 評価
デビュー以来40年以上第一線で執筆を続け、ミリオン・セラーも複数ある。作品がベストセラーになっていることをして、日本人の堕落・退潮とみなす者もいる。
近年の中国で「言情大師（叙情の巨匠）」として知られる人気作家である。王海藍らの調査によれば、1990年代末以降に中国で最も翻訳されている日本の作家は、村上春樹と渡辺である。中国の女流人気作家で恋愛・結婚生活を描いた小説で話題を呼んでいる王海鴒など、渡辺の恋愛小説の影響を強く受けた作家も登場しているが、都市化による家族の紐帯の希薄化により、精神的支柱としての家庭が崩壊しつつあることが背景にあると言われる。著作6冊を無断で出版された著作権侵害により2008年夏に渡辺は中国の出版社を相手取り上海市人民法院に提訴したが、2009年12月に両者の和解が成立した。

## 人物

### 活動・主張
1976年刊行の『四月の風見鶏』には、整形外科医師として在籍していた医科大で行われた日本初の心臓移植手術に対し、学内にありながら疑義を呈したため、大学を去ることとなり、筆一本で生きていくことになったことが書いてある。直木賞、吉川英治文学賞はじめ多くの文学賞の選考委員を務める。

### 鈍感力
「鈍感力」（どんかんりょく）は、2007年に発売したエッセイ集の題名である。内閣総理大臣の小泉純一郎は2月20日に国会内で幹事長中川秀直と内閣官房長官塩崎恭久らに「目先のことに鈍感になれ。『鈍感力』が大事だ。支持率は上がったり下がったりするもの。いちいち気にするな」と『鈍感力』を引用した。同書は同年夏までに100万部を売り、2007年の流行語大賞トップテンに挙げられた。

### 選択的夫婦別姓制度
選択的夫婦別姓制度導入に賛同する。「現実に困惑している人たちのために、別姓を認めるよう動くべきである。夫婦別姓が認められない最大の理由は、自民党のおじさんたちが反対しているからである。理由はこれを認めると、日本古来の家族制度がこわれて、妻の不倫が増えるから、と。自分は浮気をしても、妻だけはさせたくないということで夫婦別姓反対、というのでは、あまりに情け無くて、せこい話ではないか。」と述べるなど、選択的夫婦別姓制度導入反対論者を批判している。

### 趣味
主な趣味として将棋とゴルフが知られる。将棋は、渡辺やカメラマンの弦巻勝を中心にサークル「トン死の会」を月1回程度催して仲間内の対局を渡辺の自宅で行った。過去に週刊誌の企画で米長邦雄九段と飛車落ちで対局して勝利し、『オール讀物』の連載企画でアマチュア五段の免状を贈られた。ゴルフはプロゴルファーの金井清一らと交友があり、金井と共著でゴルフレッスン書を出版した。日本アイスランド友好協会会長を務めた。学生時代はスキーに熱中して国体を目指した。

## 受賞歴
- 1965年（昭和40年） 第12回新潮同人雑誌賞 - 『死化粧』[1]
- 1970年（昭和45年） 第63回直木賞 - 『光と影』[1]
- 1980年（昭和55年） 第14回吉川英治文学賞- 『遠き落日』『長崎ロシア遊女館』[1]
- 1986年（昭和61年） 第48回文藝春秋読者賞 - 『静寂の声 ― 乃木希典夫妻の生涯』[1]
- 2001年（平成13年） アイスランドファルコン勲章騎士十字章[16]
- 2003年（平成15年） 紫綬褒章[1]
- 2003年（平成15年） 菊池寛賞[1]
- 2011年（平成23年） 第72回文藝春秋読者賞 - 『天上紅蓮』

## 略歴
- 1933年（昭和8年）10月24日 鉄次郎・ミドリの長男として誕生
- 1943年 旭川師範学校附属小学校へ編入
- 1946年 札幌市立幌西小学校卒業
- 1949年 学制改革で北海道立札幌第一中学校（新制）卒業
- 1952年 北海道札幌南高等学校卒業[17]
- 北海道大学理類入学
- 1954年 札幌医科大学医学部入学
- 1955年 医大文芸部の校友会雑誌「アルテリア」11号に初の小説『イタンキ浜にて』を発表
- 1958年 札幌医科大学医学部卒業
- 三井厚生病院でインターン制度研修
- 1959年 医師免許取得
- 札幌医科大学大学院医学研究科博士課程入学
- 1963年 大学院修了、医学博士（論文名『P32による骨移植の実験的研究』）
- 1964年 札幌医科大学整形外科教室助手
- 1966年 札幌医科大学整形外科教室講師
- 1969年 札幌医科大学を退職
- 1970年 作家専業
- 2014年4月30日 死去

## 著書

### 小説
- 『ダブル・ハート』文藝春秋 1969 「死化粧」角川文庫、文春文庫、朝日文庫
- 『北方領海』学習研究社 1969
- 『プレパラートの翳』講談社 1969 「自殺のすすめ」[角川文庫、文春文庫、「病める岸」講談社文庫
- 『小説心臓移植』文藝春秋（ポケット文春）1969
  - 【改題】『白い宴』角川文庫 1976
- 『二つの性』廣済堂出版 1970 「酔いどれ天使」角川文庫
- 『ガラスの結晶』講談社 1970 「秋の終りの旅」講談社文庫
- 『母胎流転』角川書店 1971
- 『リラ冷えの街』河出書房新社 1971 のち新潮文庫
- 『恐怖はゆるやかに』角川書店 1971 のち文庫、中公文庫
- 『富士に射つ』文藝春秋 1972 のち文庫
- 『パリ行最終便』河出書房新社 1972 のち新潮文庫
- 『無影燈』毎日新聞社 1972 のち角川文庫、文春文庫、集英社文庫
- 『空白の実験室』青娥書房 1972　のち中公文庫
- 『白き手の報復』毎日新聞社 1972 のち中公文庫、新潮文庫、ポプラ文庫
- 『十五歳の失踪』講談社 1972
- 『阿寒に果つ』中央公論社 1973 のち文庫、角川文庫、扶桑社文庫、ポプラ文庫、講談社文庫
- 『雪舞』河出書房新社 1973 のち文春文庫
- 『野わけ』集英社 1974  のち文春文庫、集英社文庫、角川文庫
- 『北都物語』河出書房新社 1974 のち新潮文庫
- 『氷紋』講談社 1974 のち文庫
- 『白き狩人』祥伝社（ノン・ノベル）1974　のち集英社文庫
- 『白き旅立ち』新潮社 1975 のち文庫
- 『夜の出帆』文藝春秋 1976 のち文庫、角川文庫
- 『失われた椅子』文春文庫 1976 のち角川文庫
- 『廃礦にて』角川文庫 1976 のち中公文庫
- 『まひる野』新潮社 1977 のち文庫
- 『神々の夕映え』講談社 1978 のち文庫
- 『ふたりの余白』中央公論社 1978 のち文庫、集英社文庫
- 『峰の記憶』文藝春秋 1978 のち文庫
- 『優しさと哀しさと』集英社文庫 1978
- 『くれなゐ』集英社 1979 のち文庫、文春文庫
- 『白夜』全5巻 中央公論社 1980－88（自伝小説） のち文庫、新潮文庫、嶋中文庫、ポプラ文庫
- 『流氷への旅』集英社 1980 のち文庫、角川文庫
- 『麗しき白骨』毎日新聞社 1981 のち集英社文庫
- 『七つの恋の物語』新潮社 1981 のち文庫
- 『桐に赤い花が咲く』集英社文庫 1981 のち新潮文庫
- 『化粧』朝日新聞社 1982 のち新潮文庫、講談社文庫
- 『雲の階段』講談社 1982 のち文庫、角川文庫
- 『ひとひらの雪』文藝春秋 1983 のち文庫、角川文庫、集英社文庫
- 『愛のごとく』新潮社 1984 のち文庫
- 『風の岬』毎日新聞社 1985 のち角川文庫
- 『長く暑い夏の一日』講談社 1985 のち文庫
- 『化身』集英社 1986 のち文庫
- 『別れぬ理由』新潮社 1987 のち文庫、中公文庫
- 『浮島』角川書店 1988 のち文庫、文春文庫
- 『桜の樹の下で』朝日新聞社 1989 のち新潮文庫、朝日文庫
- 『うたかた』講談社 1990 のち文庫、集英社文庫
- 『風の噂』新潮社 1990 のち講談社文庫、新潮文庫
- 『小指のいたみ』廣済堂文庫 1990 のち文春文庫
- 『影絵 ある少年の愛と性の物語』中央公論社 1990 のち文庫、扶桑社文庫
- 『メトレス愛人』文藝春秋 1991 のち文庫
- 『何処へ』新潮社 1992 のち文庫、講談社文庫
- 『麻酔』朝日新聞社 1993 のち講談社文庫、朝日文芸文庫
- 『夜に忍びこむもの』集英社 1994 のち文庫、文春文庫
- 『ヴェジタブル・マン（植物人間）』新潮文庫 1996
- 『失楽園』講談社 1997 のち文庫、角川文庫
- 『かりそめ』新潮社 1999 のち文庫
- 『泪壺』講談社 2001 のち文庫
- 『シャトウルージュ』文藝春秋 2001 のち文庫
- 『エ・アロール それがどうしたの』角川書店 2003 のち文庫
- 『幻覚』中央公論新社 2004 のち文庫
- 『愛の流刑地』幻冬舎 2006 のち文庫
- 『あじさい日記』講談社 2007　のち文庫
- 『薔薇連想』朝日文庫、2010
- 『ある心中の失敗』朝日文庫、2010
- 『午後の別れ』朝日文庫、2010
- 『項の貌』朝日文庫 2010
- 『孤舟』集英社 2010
- 『渡辺淳一メディカル・セレクション1　白き手の哀しみ』中公文庫、2012
- 『愛ふたたび』幻冬舎 2013

### 歴史・伝記小説
- 『光と影』(短編集。表題作が寺内正毅を題材としている) 文藝春秋 1970 のち文庫、講談社文庫
- 『花埋み』河出書房新社 1970（荻野吟子の伝記小説）のち新潮文庫、角川文庫、集英社文庫、講談社文庫
- 『冬の花火』角川書店 1975(中城ふみ子をモデルとしたもの) のち文庫、集英社文庫、文春文庫
- 『遠き落日』角川書店 1979（野口英世の伝記小説）のち文庫、集英社文庫、講談社文庫
- 『長崎ロシア遊女館』講談社 1979 のち文庫
- 『女優』集英社 1983（松井須磨子の伝記小説）のち文庫、角川文庫
- 『静寂の声 乃木希典夫妻の生涯』[注釈 2]文藝春秋 1988 のち文庫
- 『君も雛罌粟われも雛罌粟 与謝野鉄幹・晶子夫妻の生涯』文藝春秋 1996 のち文庫
- 『天上紅蓮』文藝春秋 2011　のち文庫　(白河法皇と待賢門院璋子を題材にしたもの)

### 随筆など
- 『解剖学的女性論』講談社 1972 のち文庫
- 『渡辺淳一クリニック 対談集』文藝春秋 1974 のち文庫
- 『四月の風見鶏』文藝春秋 1976 のち文庫、角川文庫
- 『雪の北国から』中央公論社 1976 のち文庫、角川文庫
- 『わたしの女神たち』角川書店 1976 のち文庫、集英社文庫
- 『公園通りの午後』毎日新聞社 1978 のち角川文庫、集英社文庫
- 『午後のヴェランダ』新潮社 1979 のち文庫
- 『北国通信』集英社 1981  のち文庫、中公文庫
- 『退屈な午後』毎日新聞社 1982 のち新潮文庫
- 『華麗なる年輪 対談集』光文社 1982 のち角川文庫
- 『渡辺淳一未来学対談』講談社 1984 「ロマンチシズムとしての未来」文庫
- 『12の素顔 渡辺淳一の女優問診』朝日新聞社 1984 のち角川文庫
- 『みずうみ紀行』光文社 1985 のち文庫、「湖畔幻想」角川文庫
- 『男と女のいる風景 愛と生をめぐる言葉の栞334』新潮文庫 1987　のちPHP文芸文庫
- 『わたしの京都』講談社 1989 のち文庫
- 『新釈・からだ事典』集英社 1989 のち文庫
- 『いま、ワーキングウーマンは… 対談集』朝日新聞社 1990
- 『いま脳死をどう考えるか』講談社 1991 のち文庫
- 『脳は語らず』新潮文庫 1991 のち中公文庫
- 『恋愛学校』集英社 1992 「シネマティク恋愛論」文庫
- 『渋谷原宿公園通り』講談社 1992 「風のように・みんな大変」文庫
- 『風のように・母のたより』講談社 1993 のち文庫
- 『風のように・忘れてばかり』講談社 1994 のち文庫
- 『創作の現場から』集英社 1994 のち文庫
- 『風のように・返事のない電話』講談社 1995 のち文庫
- 『遠い過去近い過去』角川書店 1995 のち文庫
- 『これを食べなきゃ わたしの食物史』集英社 1995 のち文庫
- 『ものの見かた感じかた 渡辺淳一エッセンス』講談社 1995 のち文庫
- 『本屋でぼくの本を見た』メディアパル、1996 のち角川文庫
- 『風のように・嘘さまざま』講談社 1996 のち文庫
- 『新釈・びょうき事典  Medical essay』集英社 1996 のち文庫
- 『男というもの』中央公論社 1998 のち文庫
- 『反常識講座』光文社 1998 「知的冒険のすすめ」知恵の森文庫
- 『風のように・別れた理由』講談社 1998 のち文庫
- 『風のように・不況にきく薬』講談社文庫 1999
- 『源氏に愛された女たち』集英社 1999 のち文庫
- 『男と女』講談社 1999 のち小学館文庫
- 『風のように・贅を尽くす』講談社 2000 のち文庫
- 『マイセンチメンタルジャーニイ』集英社 2000 のち文庫
- 『秘すれば花』サンマーク出版 2001 のち講談社文庫
- 『キッスキッスキッス 小学館 2002 「ラヴレターの研究」集英社文庫
- 『手書き作家の本音 風のように』講談社 2002 のち文庫
- 『シニアのためのスーパーゴルフ塾』金井清一 文春ネスコ 2002
- 『男の手のうち女の胸のうち 対談集』光文社 2003
- 『男時・女時 風のように』講談社 2003 のち文庫
- 『夫というもの』集英社 2004 のち文庫
- 『しなやかにしたたかに』日本放送出版協会 2004
- 『風のように 女がわからない』講談社 2005 のち文庫
- 『懲りない男と反省しない女 渡辺淳一と女たち』中央公論新社 2005 のち文庫
- 『恋愛の毛沢東 あとの祭り』新潮社 2005 「指の値段」文庫
- 『みんな大変』講談社 2006 のち文庫
- 『恋愛は革命 あとの祭り』新潮社 2006 「冬のウナギと夏のふぐ」文庫
- 『これだけ違う男と女 渡辺淳一と女たち』中央公論新社 2006 のち文庫
- 『鈍感力』集英社 2007　のち文庫
- 『知より情だよ あとの祭り』新潮社 2007 のち文庫
- 『熟年革命』講談社 2008　のち文庫
- 『人間も偽装が好き あとの祭り』新潮社 2008　「触れ合い効果」文庫
- 『あきらめるのはまだ早い 対談ここまできた最新医学』1-2 講談社 2008
- 『欲情の作法』幻冬舎 2009
- 『告白的恋愛論』角川書店、2009　「わたしの中の女性たち」文庫
- 『親友はいますか あとの祭り』新潮社 2009 のち文庫
- 『幸せ上手』講談社 2010 　のち文庫
- 『事実婚 新しい愛の形』集英社新書、2011
- 『死なない病気 あとの祭り』新潮社 2011　のち文庫
- 『一度は泊まりたい日本の宿』集英社 2011
- 『老いかたレッスン』新潮社 2012
- 『瓦礫の中の幸福論 わたしが体験した戦後』幻冬舎 2012
- 『男と女、なぜ別れるのか』集英社 2013
- 『いくつになっても 陽だまりの家』講談社 2014
- 『いつまでも男と女 老いかたレッスン』新潮社 2014

## 作品集
- 渡辺淳一作品集 全23巻 文藝春秋 1980-1981
- 渡辺淳一全集 24巻 角川書店 1995-1997
- 渡辺淳一自選短篇コレクション 全5巻 朝日新聞社 2006

## 回想・評伝
- 川西政明編『評伝渡辺淳一　決定版』集英社文庫、2015
- 『渡辺淳一　その絢爛たる文学世界の原点を求めて』河出書房新社「文藝別冊」、2015
- 重金敦之『淳ちゃん先生のこと』左右社、2018

## 映像化された作品
- 『血』（テレビドラマ脚本）[18]
- 『花埋み』 ISBN 4-04-130714-7、ISBN 4-04-130715-5（角川文庫）
- 『遠き落日』 ISBN 4-10-117601-9（新潮文庫）
- 『リラ冷えの街』
- 『ひとひらの雪』（R-15指定）
- 『桜の樹の下で』（R-15指定）
- 『化身』（R-15指定）
- 『流氷の原』
- 『無影燈』（『白い影』）
- 『失楽園』（映画版のみR-15指定）
- 『エ・アロール それがどうしたの』
- 『氷紋』
- 『北都物語』
- 『野わけ』
- 『ダブル・ハート』（『冬の陽』）
- 『まひる野』
- 『くれなゐ』
- 『麻酔』
- 『阿寒に果つ』
- 『雪舞』（『雪舞い』）
- 『化粧』
- 『別れぬ理由』（映画版のみR-15指定）
- 『愛の流刑地』（映画版のみR-15指定）
- 『メトレス・愛人』（2000年）
- 『麗しき白骨』（『白き抗争』）（1983年、NHK土曜ドラマ）
- 『空白の実験室』（1986年、火曜サスペンス劇場にて）
- 『長く暑い夏の一日』（1988年、火曜サスペンス劇場にて）
- 『雲の階段』（2006年、韓国ドラマ・2013年、水曜ドラマ）
- 『マリッジリング』（2007年、R-15指定）
- 『きみに届く声』（『少女の死ぬ時』）
- 『泪壺』（2008年、R-15指定）

## 朗読化作品
- 『光と影』 朗読：大沢たかお（作品紹介ページ）
- 『秘すれば花』（作品紹介ページ）
- 『孤舟』 朗読：黒木瞳（作品紹介ページ）
- 『鈍感力』朗読：小泉孝太郎（作品紹介ページ）

## 外国語訳
- A Lost Paradise 失楽園 Julie Carpenter (Aug 2000)
- Beyond the Blossoming Fields （花埋み）Deborah Iwabuchi,Anna Isozaki 2008
- 愛如是（中国語）
- 涙壺（中国語）